# Tamworth
Tamworth é uma cidade do distrito de Tamworth, no Condado de Staffordshire, na Inglaterra. Sua população é de 74.272 habitantes (2015) (76.955, distrito). Tamworth foi registrada no Domesday Book de 1086 como Tamuuorde.